# New Tomorrow
New Tomorrow (svenska: Ny morgondag) är en låt framförd av det danska bandet A Friend In London. Låten representerade Danmark vid Eurovision Song Contest 2011 i Düsseldorf, Tyskland och hamnade på en femteplats. Den är skriven och komponerad av Lise Cabble & Jakob Schack Glæsner.

### Fotnoter
1. ↑  BBC